# Caladenia fitzgeraldii
Caladenia fitzgeraldii är en orkidéart som beskrevs av Herman Montague Rucker Rupp. Caladenia fitzgeraldii ingår i släktet Caladenia och familjen orkidéer. Inga underarter finns listade i Catalogue of Life.